# Lençóis
Lençóis ist eine brasilianische Gemeinde im Bundesstaat Bahia. Gemäß Schätzungen des brasilianischen Instituts für Statistik und Geografie (IBGE) betrug im Jahr 2021 die Einwohnerzahl 11 586.
Das Städtchen ist bekannt als Tor zur Region Chapada Diamantina und besitzt einen kleinen Regionalflugplatz, einen Busterminal, verschiedene Übernachtungsmöglichkeiten und weitere touristische Infrastruktur.
Lençóis besitzt eine reichhaltige Geschichte und Kultur, welche das Städtchen vor allem aus seiner Zeit des früheren Kleinbergbaus geerbt hat. Das Zentrum besteht aus einem gut erhaltenen, kolonial geprägten Stadtbild aus der Zeit des 19. Jahrhunderts. Aufgrund seiner heutigen touristischen Bedeutung ist Lençóis für sein internationales Ambiente bekannt, ohne dabei seine ursprüngliche Kolonialstädtchenatmosphäre verloren zu haben. Das Zentrum besteht weiterhin aus engen pflastersteinbesetzten Gässchen, welche von kleinen Restaurants, Bars, Geschäften und traditionellen Häusern in den verschiedensten Farben gesäumt sind.

## Geschichte
Das Städtchen Lençóis ist als touristisches Hauptziel und als Ausgangspunkt für die Region Chapada Diamantina bekannt. Es hat eine gut ausgebaute touristische Infrastruktur um Touristen, welche das Städtchen, sein Umland, den Nationalpark Chapada Diamantina und die ganze Region besuchen möchten, zu empfangen. Neben den reichhaltigen Natursehenswürdigkeit der Region und der malerischen Landschaft, in welche Lençóis eingebettet ist, bietet das Städtchen selbst auch eine sehenswerte architektonische Einheit, was ihm im Jahr 1973 eine Würdigung und den Denkmalschutz des nationalen Institutes für Nationales Historisches und Künstlerisches Erbe (Instituto do Patrimônio Histórico e Artístico Nacional, IPHAN) einbrachte.
Das historische und kulturelle Erbe von Lençóis hat ihren Ursprung in der Epoche der zweiten Hälfte des 19. Jahrhunderts, während welcher der Ort ein weltweit führender Produzent von Diamanten und die drittwichtigste Stadt im Bundesstaat Bahia war. Der Reichtum von Lençóis widerspiegelte sich sowohl in den zahlreichen Importen von Luxusgütern als auch beispielsweise in der Errichtung eines französischen Vizekonsulats um die Handelsbeziehungen mit Frankreich zu unterstützen.
Die erste Besiedlung des Ortes fand im Jahr 1845 statt, als die ersten Diamantenminen der Chapada entdeckt wurden. Im Jahr 1856 wurde der Ort von der Gemeinde Santa Isabel do Paraguaçu (dem heutigen Ort Mucugê) ausgegliedert und erhielt den Namen „Vila de Lençois“. Im Jahr 1864 schließlich wurde der Ort in die Kategorie einer Stadt erhoben.
Es war eine Epoche des Reichtums und der Protzerei: Während den sogenannten „Saraus“, Abendveranstaltungen, bei denen sich Familien und Freunde zusammenfanden um Musik zu hören oder Literaturlesungen beizuwohnen, war es für die Teilnehmenden üblich, sich reichlich mit Diamantschmuck und in diamantenbesetzten Gewändern zu präsentieren. In dieser Zeit wurden auch die bedeutendsten Bauwerke der Stadt errichtet, wie beispielsweise die Kapelle "Capela de Nosso Senhor dos Passos". Bald danach jedoch, ausgelöst sowohl durch die Diamantenfunde in Südafrika (1865) als auch durch die Erschöpfung der Abbaugebiete der Region, wurden der Handel und der Abbau durch die Diamantensucher aufgegeben.
Ab dem Jahre 1871 geriet die Stadt in eine wirtschaftliche Krise und einen allmählichen Niedergang. Viele Diamantensucher zogen deshalb an die Küste Bahias zu den Goldwäschereien in Salobro (Canavieiras) oder sie begannen mit der Edelsteinbearbeitung, einer anderen wichtigen Aktivität in Lençóis. Es gibt Aufzeichnungen über die Existenz von drei solcher Einrichtungen zur Edelsteinbearbeitung in der Stadt, die älteste stammt aus dem Jahr 1880. Die lokale Wirtschaft konnte sich durch Kaffeeanbau und später durch den Abbau von Karbonaten (Mineralien, welche in der Zusammensetzung zwar dem Diamanten verwandt sind, jedoch nicht aus reinem Kohlenstoff bestehen) teilweise wieder erholen. Auf diese Weise wurde eine neue Phase der Entwicklung ausgelöst, insbesondere da sich der Wert von Karbonaten wegen ihres Einsatzes als Schleifmittel in der Industrie positiv entwickelte.

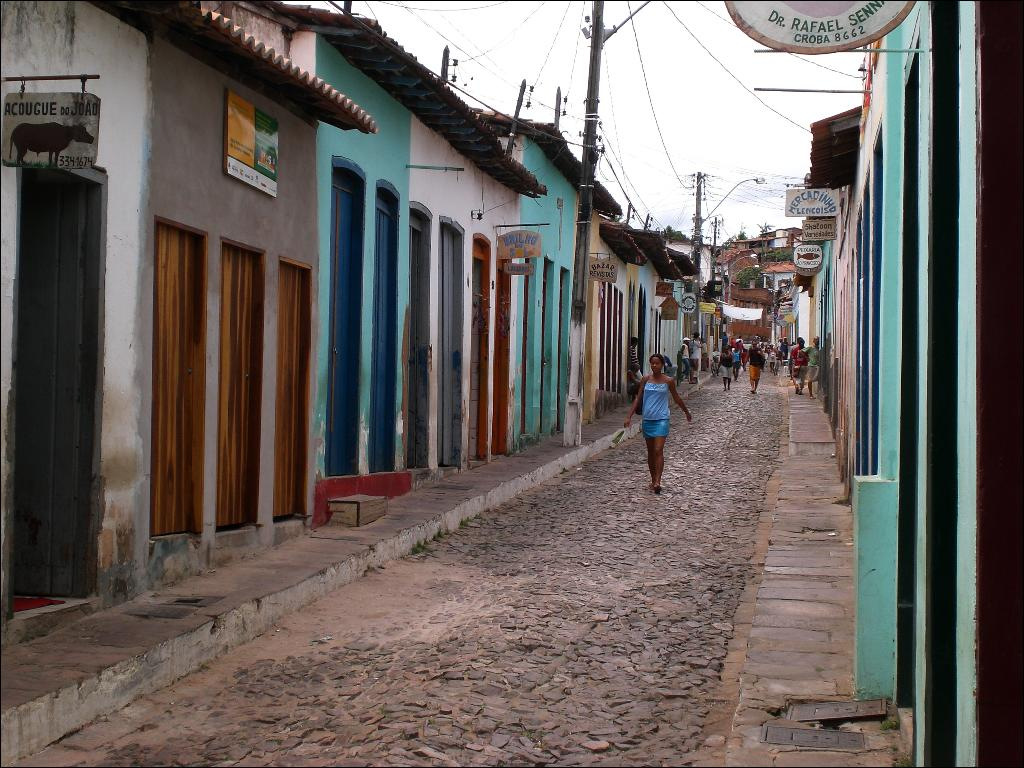
Typische Gasse in Lençóis

Der historisch bedeutsame architektonische Bestand von Lençóis umfasst heute ungefähr 570 Gebäude, welche im Wesentlichen ein- und zweistöckige Häuser der zweiten Hälfte des 19. Jahrhunderts sind. Sie wurden mit verschiedenen Bautechniken erstellt, wobei Adobe- und Steintechniken vorherrschen. Wie alle Bergbausiedlungen entwickelte sich auch Lençóis in einer unregelmäßigen Form: Es entstand eine verwinkelte Struktur von Straßen, Gassen, Treppen und Steigen, welche sich den natürlichen Gegebenheiten des Terrains anpassten. Dazwischen wurden kleine Plätze und Alleen eingerichtet. Der Boden einiger Straßen besteht teilweise auch aus dem lokalen Felsgrund. Der koloniale Straßenplan entstand ausgehend von der Umgebung der Kirche "Igreja de Nossa Senhora da Conceição" und der Verbindungsbrücke über den gleichnamigen Fluss Rio Lençóis, welcher die Stadt in natürlicher Weise in zwei Teile teilt. Die Brücke wurde im Jahr 1860 erbaut, als wegen einer großen Dürre, welche das Hinterland zwischen 1859 und 1862 heimsuchte, viele Hände zu Untätigkeit verurteilt worden waren.

### Die Epoche des Bergbaus
Die typische lokale Bergbauaktivität fand in den Diamantenminen, den sogenannten "lavras diamantinas" statt. Mit Beginn des Mineralabbaus wurde die Region überzogen mit Hütten, Waschpfannen und anderen Suchgeräten für Diamanten und Karbonaten.
In der Nähe von Flüsse befinden sich unter Felsen oft Ebenen, "jazidas de diamantes" genannt, in denen sich mit Diamanten angereicherte Schichten befinden können. Ebenso gibt es Diamantvorkommen in Flussbetten, in Bächen und in natürlichen Kanälen. Dort arbeiteten die Diamantensucher, begleitet vom Klang der Waschpfannen, "bateia" genannt, und vom gleichmäßigen Klopfen der Wasserräder. Tätigkeiten, welche die Industrie der glänzenden Steine damals wie heute antreibt.
Heute befindet sich an der Av. Sete de Setembro, gegenüber dem Gebäude des IPHAN, das kleine Museum "Museu do Garimpeiro" ("Museum des Diamantenschürfers"), welches dieser prägenden Zeit gewidmet ist. Die Stadt feiert heute noch jährlich, jeweils zwischen dem 23. Januar und dem 2. Februar, das religiöse Fest "Festa de Nosso Senhor Bom Jesus dos Passos", welches Bom Jesus dos Passos, dem Schutzpatron der Diamantenschürfer, gedenkt.

### Die Zeit des "Koronelismus"

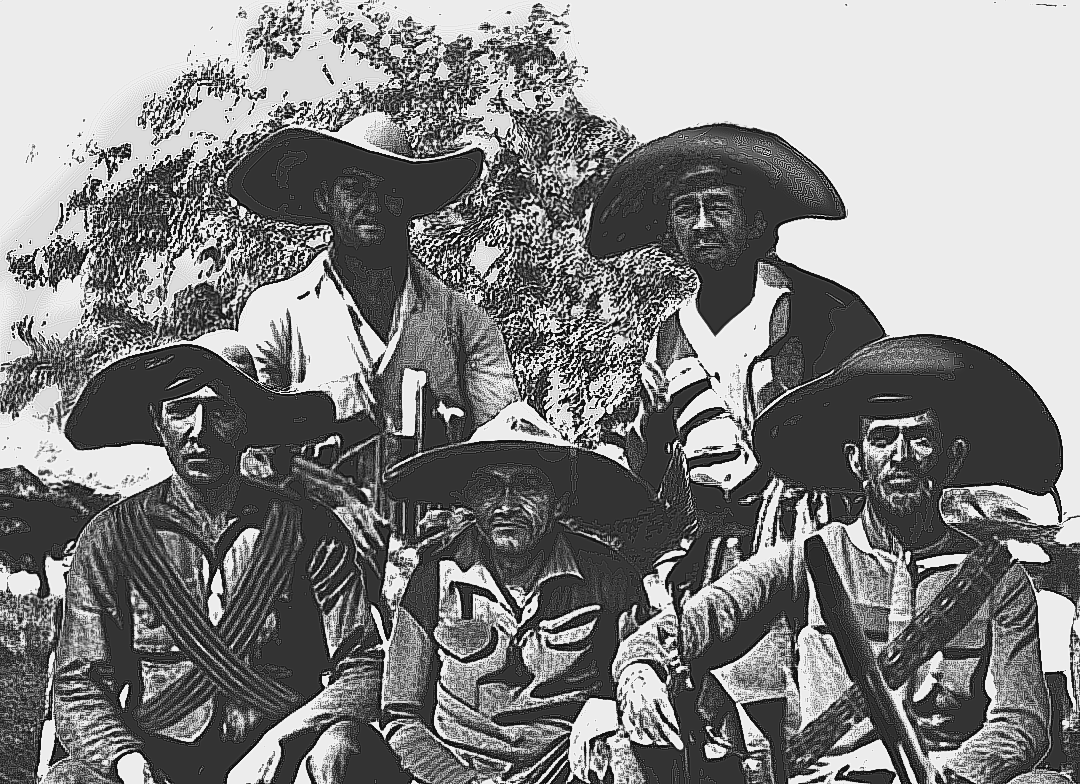
Eine Gruppe bahianischer "Jagunços" aus der Region Conceição de Coité (1922)

Lençóis war die "Hauptstadt des Diamantenabbaus", mit einem französischen Vize-Konsulat und wurde als "die reiche Stadt Bahias" bezeichnet. Nach all diesem Erfolg jedoch, verwandelte sich die Region zum Hauptzentrum des „Coronelismo“ und des „Jagunçada“ in Bahia. Der Begriff des "Coronelismo" (deutsch "Koronelismus") ist eine Eigenheit in der brasilianischen Geschichte gegen Ende des 19. und Anfang des 20. Jahrhunderts, zur Zeit der Ersten Brasilianischen Republik, welche auch als die Alte Republik bekannt ist. Nach der Absetzung von Dom Pedro II wurden weite Teile insbesondere des brasilianischen Nordostens, und damit auch Bahias, von Großgrundbesitzern beherrscht. Vor allem hier erlangten diese den Status mächtiger lokaler Herrscher und Oligarchen. Sie wurden als "Coroneis" bezeichnet (von "coronel", zu deutsch "Oberst", was aber nicht einem offiziellen militärischem Rang entsprach). Im Dienste der Coronels befanden sich sogenannte „Jagunços“, eine Art Truppen von Paramilitärs, welche sowohl die Sicherheit der Coronels als auch deren Einfluss in der betreffenden Region sicherstellten. Oft waren die Übergänge zwischen Ordnungsgaranten, Freiheitskämpfern und Banditentum, sowohl bei den Coroneis als auch den Jagunços, verschwommen.

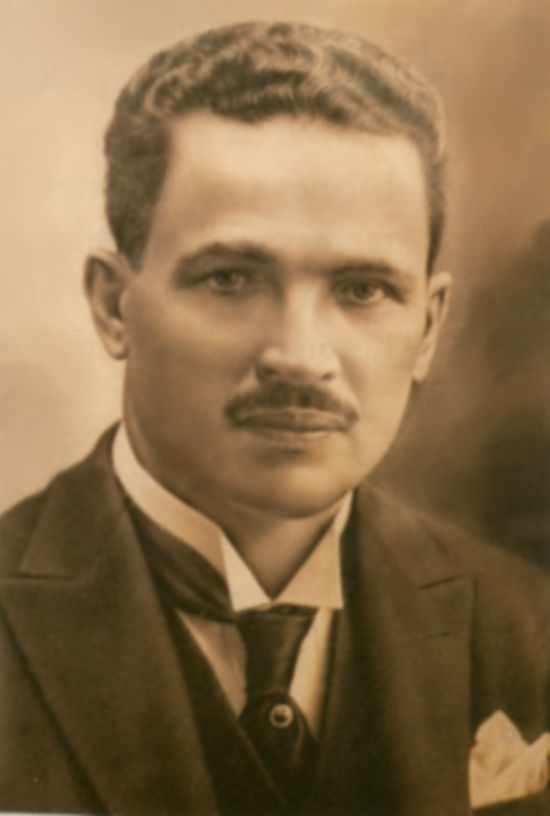
„Coronel“ Horácio de Matos (ca. 1924)

Zum dominanten Coronel in Lençóis und der Chapada Diamantina entwickelte sich Horácio de Queirós Matos (* 1882 – † 1931), welcher zu dieser Zeit die Geschichte der Region prägte.
Das Jahrzehnt von 1920 wurde schließlich zum Höhepunkt dieser gewalttätigen Zeit in der Region: Es war eine Epoche von sogenannt "todesmutigen Männern" und von Pistoleros, bei denen die Mittel der Konfliktlösung mittelalterlich waren. Auch war es eine Zeit, in welcher wilde Geschichten von tapferen Frauen und Kriegerinnen entstanden, die bis heute die Runde machen und die zu den traditionellen Erzählungen gehören.
Im bahianischen Hinterland wurden diese todesmutigen Männer zum Synonym für die Jagunços. Ob Kämpfer aus Ideal oder aus beruflichen Gründen: Ein Jagunço wurden von einem Banditen und Gesetzlosen, einem "Cangaceiro", unterschieden. Er war eine Art ländlicher "Soldat", im Dienste einer Sache und eines Anführers, welcher allerdings aufgrund seiner Macht und nicht aufgrund des Gesetzes oder der Legitimität durch das Volk agierte. Gemäß dem Mythos kannte der Jagunço keine Furcht auf dem Schlachtfeld. In Wahrheit war er aber kaum mehr als ein Mittelloser, welcher nur der lokalen Macht diente, vielfach gegen das Gesetz und den Rechtsstaat verstieß, jedoch ohne dass dies je der zentralen Regierung bekannt wurde.
Horácio de Matos, welcher über die Region der Diamantenminen herrschte, war der letzte und der bedeutendste Anführer der Jagunços. Selbst die Bundesregierung von Epitácio Pessoa, welche nach der elften Präsidentenwahl Brasiliens am 28. Juli des Jahres 1919 ihre Amtsgeschäfte aufnahm, war gezwungen mit de Matos einen Friedensvertrag zu unterzeichnen. Und Prestes Zug, eine aus dem Umfeld des brasilianischen Militärs entstandene politische Bewegung, musste das Land verlassen, nachdem sie es unter anderem gewagt hatten, in die Herrschaftssphäre von de Matos einzudringen.
Während dieser Epoche erlebte Lençóis aber nicht nur politische Kämpfe und Krisen, wie die Berichte der Schriftsteller dieser Zeit hervorheben. Es gab immer wieder auch große Momente von Feierlichkeiten und von Jubelfesten, sowohl politischer, religiöser wie auch volkstümlicher Art.
Und die Bevölkerungsschicht, welche durch die ökonomische Situation profitieren konnte, zeigte gerne die ausländische Mode aus Paris und anderen Orten der Welt, obwohl oft erst mit einer fünfjährigen Verzögerung infolge der Kommunikations- und Transportmöglichkeiten dieser Zeit. Einmal wieder zurück in der ursprünglichen Welt, präsentierten die Rückkehrenden solche Dinge als Zeichen ihrer privilegierten Stellung als Minenbesitzer und Sklavenhalter.

### Sozialökonomische Krise
Mitte des 20. Jahrhunderts erlebte die Stadt Lençóis eine wirtschaftliche Krise, denn nach dem großen Abbau von Diamanten und Karbonaten erschöpften sich die Ressourcen in der Region allmählich. Die Stadt sah sich in einem Dilemma: Sollte der Bergbau weitergeführt werden oder sollten die natürlichen Sehenswürdigkeiten und der architektonische Reichtum der Stadt besser genutzt und damit touristische Aktivitäten gefördert werden?
Durch eine gesellschaftliche Bewegung mit der Bezeichnung "Movimento de Criatividade Comunitária" (MCC, deutsch etwa "Bewegung der gesellschaftlichen Kreativität" oder "Bewegung der gesellschaftlichen Neuerfindung"), bestehend aus Steve Horman und Teilen der Stadtbevölkerung, erlangte Lençóis im Jahr 1973 die Ernennung zum "Patrimônio Cultural Nacional" ("nationales Kulturdenkmal") durch das Institut für Nationales Historisches und Künstlerisches Erbe (Instituto do Patrimônio Histórico e Artístico Nacional, IPHAN). Dies war der erste Schritt zur Entwicklung des Tourismus in der Region der Chapada Diamantina.

## Klima

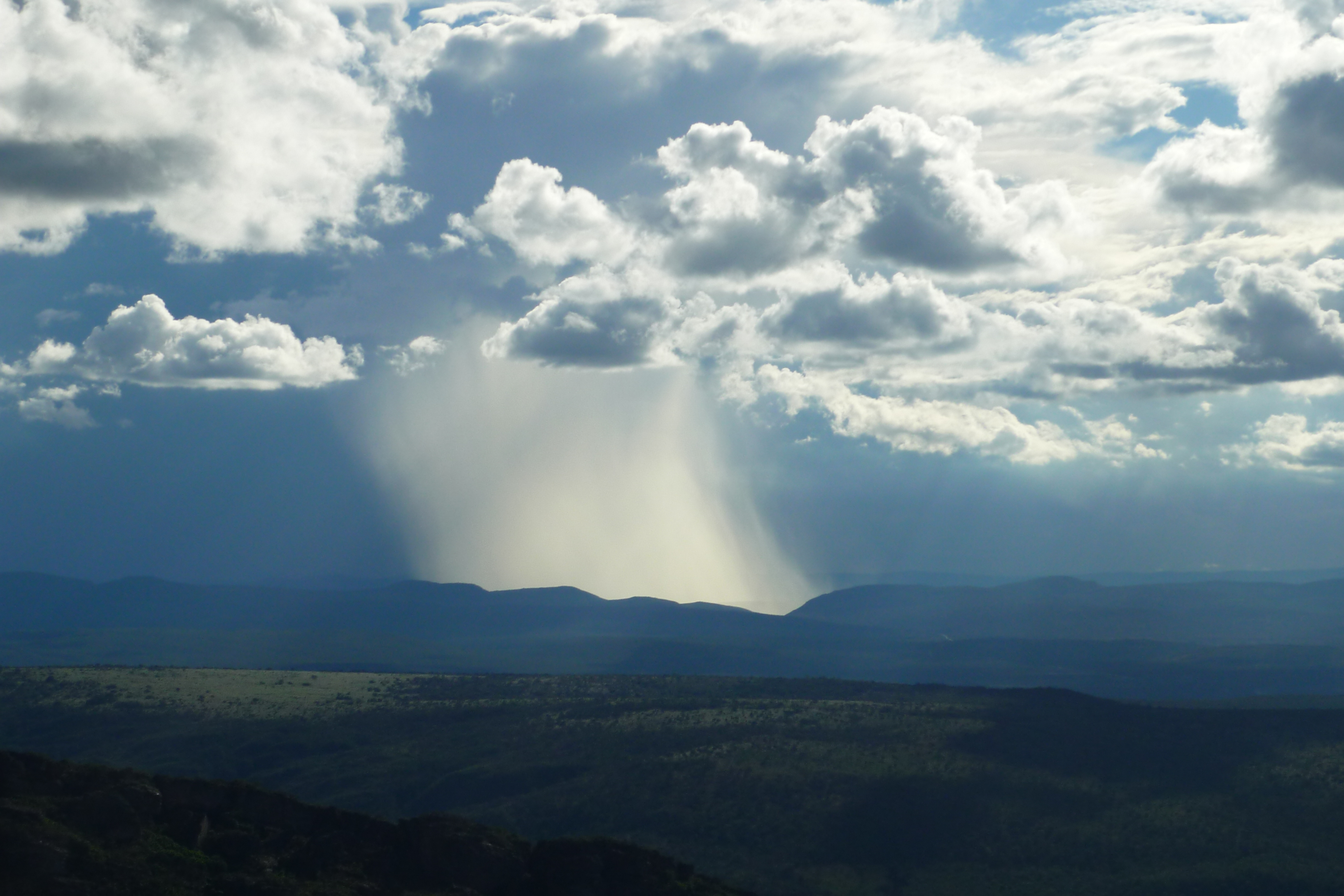
Tropengewitter über dem Nationalpark der Chapada Diamantina

Das Klima von Lençóis ist semiarid. Aufgrund der Lage am östlichen Fuß des Gebirgszuges der Chapada Diamantina, welcher in der Region wie eine Regenbarriere wirkt, ist Lençóis und seine unmittelbare Umgebung jedoch bedeutend feucht-tropischer als die vom Gebirgszug weiter entfernten oder an der Rückseite gelegenen Gebiete. Tropische Niederschlägen, speziell in der Regensaison (November bis April), sind üblich. In der Trockenzeit (Mai bis Oktober) ist das Klima bedeutend trockener.
Aufgrund der tropischen Lage circa 1000 km südlich des Äquators variieren die Tagestemperaturen über das Jahr gesehen nur leicht: Von im Tagesschnitt 21,3 °C im Juli bis 25,8 °C im Februar. Größer sind die Schwankungen der Tagestemperaturen, in der mildesten Zeit im Juli im Schnitt zwischen 16,6 °C und 26,5 °C und in der wärmsten Zeit im Februar im Schnitt zwischen 20,3 °C und 31,8 °C. Tropennächte, in denen die Temperaturen auch nachts nicht unter 20 °C fallen, sind während der wärmeren Monate üblich und auch in den milderen Monaten reichen die nächtlichen Tiefstwerte selten tiefer als circa 16 °C.
Gemäß Daten des Nationalen Meteorologischen Instituts (Instituto Nacional de Meteorologia, INMET) seit dem Jahr 1961 (aber ohne 1963), wurde an den Tagen des 11. Septembers 1981 und des 22. Juli 1991 jeweils die absolute Tiefsttemperatur von 6,8 °C gemessen. Die höchste je gemessene Temperatur wurde am 7. Dezember 2019 mit 39,8 °C registriert.
Der höchste je gemessene Niederschlag in 24 Stunden wurde am 8. Februar des Jahres 1978 mit 201,2 mm festgestellt. Der März des Jahres 1997 war mit insgesamt 814,77 mm der bisher regenreichste Monat seit Beginn der Messreihe.

## Tourismus

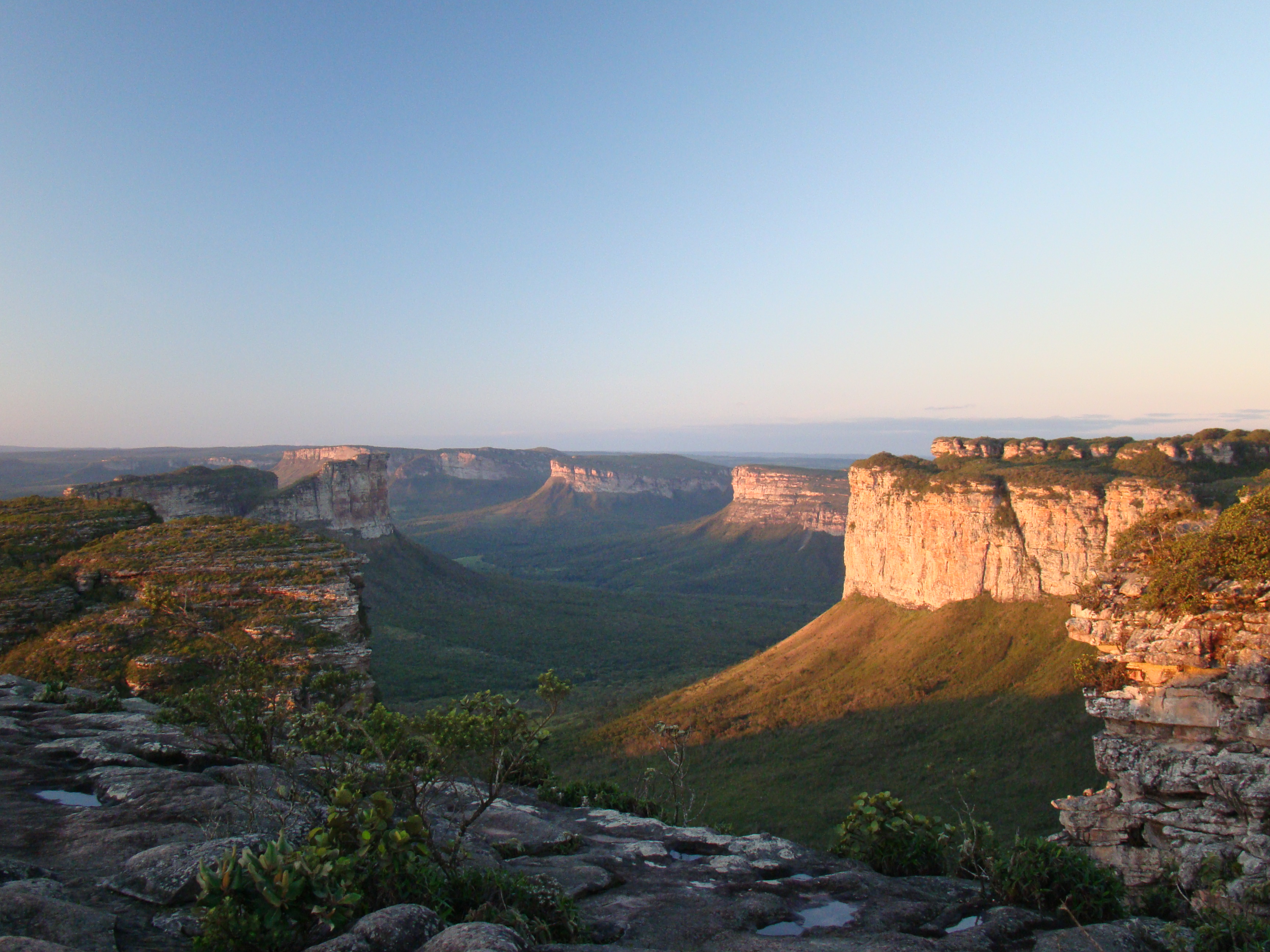
Sicht vom "Morro do Pai Inácio" zur Nachbargemeinde von Palmeiras, in Richtung Nationalpark

Das Städtchen Lençóis liegt auf einer Höhe von 394 m über Meer in der ausgedehnten Region der Chapada Diamantina und ist bekannt als Ausgangspunkt für touristische Erkundungen der Region. Die Natur zeichnet sich durch eine große Vielfalt aus: Es gibt Wälder, Flüsse und Bäche, felsige Plateaus, Klippen, Höhlen, Wasserfälle, das bekannte Sumpfgebiet der "Marimbus" und ausgedehnte Gras- und Buschlandschaften.
Zwischen 1980 und 1994 kamen wenige Touristen in die Stadt. In dieser Zeit reisten vor allem junge Rucksacktouristen nach Lençóis und seine Umgebung. Danach entwickelte sich der Tourismus allmählich und die Stadt bietet heute eine optimale Infrastruktur für einen maßvollen Tourismus. Pro Jahr besuchen ungefähr 120.000 Reisende Lençóis, welche im Schnitt acht Tage im Ort verbleiben.
Im Jahr 1985, wurde der Nationalpark der Chapada Diamantina gegründet ("Parque Nacional da Chapada Diamantina"), welcher sich teilweise auf dem Gebiet der Gemeinde Lençóis befindet. Ziel ist es, mit diesem Nationalpark das Gebiet auch weiterhin für die Besucher zu erhalten.

## Persönlichkeiten der Stadt
Zu den bekannten Persönlichkeiten von Lençóis gehören:
- Afrânio Peixoto, Arzt und Schriftsteller;
- Dom Obá II d'Africa, Militärangehöriger und Anführer der Bewegung zur Abschaffung der Sklaverei;
- Gemerson Silva Barbosa, Basketballspieler;
- Marinho de Oliveira Franco, Musiker;
- Nildéia Andrade, Dichterin und Pädagogin;
- Orlando Senna, Filmemacher, Schriftsteller und Journalist;
- Urbano Duarte de Oliveira, Schriftsteller.